# 馬爾坎基里縣
馬爾坎基里縣（英語：Malkangiri district）是印度的一個縣，位於該國東部，由奧里薩邦負責管轄，面積5,791平方公里，海拔高度195米，每年平均降雨量1,700毫米，識字率為31.26%，2001年人口480,232，人口密度每平方公里83人。

## 外部連結
- 官方网站